# Carmen García Bloise
Carmen García Bloise, née le 19 janvier 1937 à Madrid et morte le 13 juillet 1994 à Madrid, est une femme politique espagnole membre du Parti socialiste ouvrier espagnol (PSOE).
Exilée en France entre 1948 et 1975, elle travaille au sein de la Régie Renault, où elle est déléguée syndicale de Force ouvrière. Elle adhère à l'Union générale des travailleurs (UGT) au PSOE en exil en 1956. Elle occupe plusieurs fonctions exécutives au sein du parti.
Après son retour en Espagne, elle est élue au Congrès des députés aux élections de 1977. Elle devient en 1979 secrétaire à l'Organisation du Parti socialiste, étant alors la première femme à occuper cette fonction stratégique. Elle est remplacée à ce poste en 1984 et continuer d'exercer son mandat parlementaire jusqu'à sa mort.

## Biographie

### Jeunesses et débuts en politique
Elle s'installe à Paris en 1948 avec sa mère, afin de rejoindre son père Mariano García Gala, exilé depuis neuf ans. Elle étudie alors au lycée technique puis à l'école des comptables de France.
Elle s'inscrit en 1952 à la Jeunesse socialiste (JS). Elle adhère quatre ans après au Parti socialiste ouvrier espagnol (PSOE) et à l'Union générale des travailleurs (UGT).
Elle est recrutée en 1957 par la Régie Renault à Paris, où elle occupe un poste de technicienne commerciale et administrative. Elle devient par la suite déléguée syndicale de la Confédération générale du travail - Force ouvrière (FO).

### Ascension
En février 1965, elle est nommée secrétaire aux Femmes du parti et accède donc au comité directeur. Déléguée aux trois congrès postérieurs, elle quitte ses fonctions exécutives en 1970.
À la suite du XXVe congrès, en 1972, elle devient secrétaire à la Formation militante de la commission exécutive. Elle est relevée de ces responsabilités en 1974, restant membre sans responsabilité au sein de la direction du PSOE et rejoint le comité national pour les deux années qui suivent.

### Députée et numéro trois du PSOE
Elle revient vivre à Madrid avec son époux Rafael Robledo en 1975. Elle démissionne donc de son poste à la Régie Renault et se trouve embauchée comme salariée du parti, chargée de l'organisation et de l'administration. Elle est élue par XXVIIe congrès, célébré en décembre 1976, secrétaire à l'Administration dans la nouvelle équipe formée par le secrétaire général Felipe González.
Pour les élections législatives constituantes du 15 juin 1977, elle est investie cinquième de la liste du Parti socialiste dans la circonscription électorale de Madrid. Élue au Congrès des députés, elle siège initialement à la commission de l'Économie et des Finances et à la commission du Gouvernement intérieur. En novembre 1977, elle est désignée seconde vice-présidente de la nouvelle commission des Finances.
Après le XXVIIIe congrès fédéral du PSOE de mai 1979, une direction provisoire est instituée sous la présidence de José Federico de Carvajal, dont elle fait partie. Le congrès fédéral extraordinaire l'élit le 29 septembre suivant secrétaire à l'Organisation du parti. Succédant à Alfonso Guerra, désormais vice-secrétaire général, elle est la première femme à occuper ce poste stratégique et la première à atteindre un tel niveau de responsabilité dans un parti politique espagnol.

### Fin de carrière politique
Elle est confirmée au XXIXe congrès de 1981 mais doit céder ses fonctions à Txiki Benegas à l'occasion du congrès fédéral suivant, le 16 décembre 1984. Jusqu'à Leire Pajín en 2008, elle sera la seule femme à avoir dirigé le département de l'Organisation du PSOE. Première vice-présidente de la commission des Budgets du Congrès depuis 1982, elle cède cette fonction en 1993, quand s'ouvre la Ve législature.
Elle meurt le 13 juillet 1994 à l'hôpital Gregorio Marañón de Madrid d'une infection généralisée, consécutive à sa seconde transplantation de foie. Enterrée au cimetière civil de La Almudena, elle reçoit un hommage unanime de la classe politique.

### Postérité
En novembre 2012, le Parti socialiste ouvrier espagnol lance, à destination de ses militants, un programme informatique d'analyse socio-électorale pour chacun des 36 000 bureaux de vote baptisé « Bloise », en hommage à Carmen García Bloise.